# Jean-Luc Bataille
Pour les articles homonymes, voir Bataille (homonymie).
Jean-Luc Bataille, né le 18 août 1959, est un céiste français de descente.

## Carrière
Il intègre l'équipe de France de canoë-kayak en 1983.
Aux Championnats du monde de descente 1985 à Garmisch-Partenkirchen, il remporte la médaille de bronze en C-1 classique individuel et la médaille d'or en C-1 classique par équipe avec Gilles Zok et Karim Benamrouche. Il est médaillé d'argent en C-1 classique par équipe avec Gilles Zok et Karim Benamrouche aux Championnats du monde de descente 1987 à Bourg-Saint-Maurice. Aux Championnats du monde de descente 1989 à Savage River, il remporte la médaille d'or en C-1 classique par équipe avec Pascal Halko et Karim Benamrouche. Il est médaillé d'argent en C-1 classique par équipe avec Pascal Halko et Bruno Kremer aux Championnats du monde de descente 1991 à Bovec. Il obtient la médaille de bronze en C-1 classique par équipe avec Thierry Derouineau et Samuel Nardon aux Championnats du monde de descente 1996 à Landeck.